# Битва при Обероше
Битва при Обероше — крупное сражение Столетней войны, состоявшееся 21 октября 1345 года близ деревни Оберош около городка Перигё (Гасконь) между французской и английской армиями.

## Предыстория
В июне 1345 года по приказу английского короля граф Дерби во главе английской армии высадился в Гаскони и, пополнив армию гасконцами, предпринял масштабный рейд по французскому побережью. В августе был захвачен важный стратегический пункт — город Бержерак, а также большое количество замков и городов Верхней Гаскони. В числе прочих укреплённых пунктов, захваченных англичанами, был замок Оберош, в котором Дерби оставил значительный гарнизон. После этого граф вернулся в Бордо за подкреплениями и провиантом, в то время как французы во главе с графом де л’Илем, собрав значительные силы из числа лояльных французской короне гасконской знати, осадили замок Оберош, полностью отрезав его от внешнего мира. Французские войска насчитывали около 7000 воинов. Из Тулузы французы привезли четыре осадные машины, из которых непрерывно вёлся обстрел стен и башен замка. Французы окружили замок двумя большими группами: основные силы стали лагерем близ реки между замком и деревушкой Оберош, в то время как другая группа блокировала замок с севера.

## Битва
Услышав о тяжёлом положении гарнизона крепости, граф Дерби с Уолтером Менни немедленно выступили вечером 21 октября из Перигё на помощь защитникам с войском, насчитывавшим 1500 английских и гасконских солдат, приказав графу Пемброку идти на соединение с его войсками. На пути к Оберошу к отряду Дерби присоединился граф Стаффорд со своими людьми, однако Пемброка всё ещё не было. Дерби, укрывшись с войсками в лесу близ замка, прождал Пемброка до утра. На военном совете, на котором присутствовал известный военачальник Уолтер Менни, было решено использовать фактор неожиданности и, не дожидаясь Пемброка, атаковать французский лагерь. Воинам было приказано седлать коней и готовиться к атаке. Дерби лично объехал ряды своих войск перед нападением. Прислуга и обоз остались дожидаться возвращения своих войск в лесу. Обогнув лес, они выехали к неприятельскому лагерю и, пришпорив коней, с громкими воплями бросились в атаку на ничего не подозревавших французов, которые в это время мирно ужинали у себя в лагере. В это же время в бой вступили английские лучники и арбалетчики, которые, расположившись на опушке леса, стали осыпать противника градом стрел и болтов и причинили французам катастрофический урон. Ворвавшиеся в лагерь английские всадники убивали всех, кого встречали на пути, подрубая вражеские палатки и шатры.
Французы ввиду интенсивного обстрела не могли организовать достойного сопротивления, так как любые сколько-нибудь крупные конные или пешие группы солдат моментально рассеивались непрерывным огнём английских стрелков. Тяжело раненый граф де л’Иль был взят в плен, сходная участь постигла многих французских дворян и командиров. Французские рыцари, осаждавшие замок к северу от главного лагеря, построились и попытались оказать сопротивление англичанам, вступив в битву, однако к тому времени основные французские силы были разбиты и рассеяны, кроме того, в тыл атакующим ударили солдаты гарнизона Обероша под командованием Франка ван Галле, довершившие разгром противника. Французы понесли тяжёлые потери. По сообщению Жана Фруассара, в плен попало девять графов и виконтов, а также множество баронов, рыцарей и оруженосцев. Общая сумма выкупа за них составила 50 тысяч фунтов стерлингов (1 млн 250 тысяч турских ливров).

## Последствия
Битва имела серьёзные последствия. Из-за тяжёлого поражения при Обероше французы в течение полугода были не в состоянии предпринимать никаких серьёзных операций в Гаскони. Были разорваны коммуникации между французскими войсками в Нормандии и в Южной Франции, благодаря чему французы не могли эффективно противостоять значительно более малочисленным английским армиям. Благодаря этому Дерби смог захватить многие города и крепости в регионе, сумев прочно закрепиться в Гаскони. Английское доминирование в регионе, установившееся после победы при Обероше, длилось в продолжение следующих ста лет.